# NGC 7595
NGC 7595 ist eine Elliptische Galaxie vom Hubble-Typ E0 im Sternbild Pegasus am Nordsternhimmel. Sie ist schätzungsweise 556 Millionen Lichtjahre von der Milchstraße entfernt und hat einen Durchmesser von etwa 80.000 Lichtjahren.
Im selben Himmelsareal befinden sich unter anderem die Galaxien NGC 7587, NGC 7594, IC 5306, IC 5307.
Das Objekt wurde im August 1880 von dem britischen Astronomen Andrew Ainslie Common.